# Veronicastrum loshanense
Veronicastrum loshanense är en grobladsväxtart som beskrevs av Tien T.Chen och F.S.Chou. Veronicastrum loshanense ingår i släktet kransveronikor, och familjen grobladsväxter. Inga underarter finns listade i Catalogue of Life.